# Stefan Garczyński (lekarz)
Stefan Garczyński (ur. 14 stycznia 1883, zm. 7 kwietnia 1923 w Rajczy) – polski lekarz psychiatra, podpułkownik lekarz Wojska Polskiego, kawaler Orderu Virtuti Militari.

## Życiorys
W czasie I wojny światowej walczył jako szef sanitarny jednej z rosyjskich grup wojskowych wchodzących w skład Frontu Salonickiego. Od grudnia 1917 brał czynny udział w organizowaniu oddziałów polskich w Salonikach. Pełnił funkcję przedstawiciela Misji Polsko-Francuskiej przy głównodowodzącym wojskami Ententy na froncie macedońskim.
Po powrocie do kraju został szefem sanitarnym 13 Dywizji Piechoty. Zwalczył tyfus plamisty szerzący się w oddziałach dywizji. 24 czerwca 1920 został zatwierdzony w stopniu podpułkownika z dniem 1 kwietnia 1920 w korpusie lekarskim, „w grupie byłej armii gen. Hallera”. Następnie pełnił służbę w dowództwie Dywizji Górskiej na stanowisku szefa sanitarnego, pozostając na ewidencji kompanii zapasowej sanitarnej nr 3. Zmarł 7 kwietnia 1923 w Rajczy. 14 kwietnia 1923 został pochowany na cmentarzu Powązkowskim w Warszawie, w grobie rodzinnym.

## Ordery i odznaczenia
- Krzyż Srebrny Orderu Wojskowego Virtuti Militari nr 5609 (27 września 1922)[3]
- Krzyż Walecznych (1921)[4]
- Krzyż Wojenny z brązową gwiazdą Croix de Guerre avec étoile de bronze (Francja)
- Medal Międzysojuszniczy Médaille Interalliée
- Oficer Orderu Gwiazdy Czarnej Ordre de l'Étoile noire (Francja)